# Íbico
Íbico (também grafado como Ibicus; em grego, Ἴβυκος - Íbykos, na transliteração) de Régio foi um poeta lírico coral grego nascido na primeira metade do século VI a.C. Inicialmente compôs poemas de temática mitológica, mas é mais conhecido pelos de tema levemente erótico.
Segundo a lenda, foi morto por assaltantes perto da cidade de Corinto, mas umas garças, tendo visto o crime, vingaram-no matando seus assassinos a bicadas. A lenda foi transposta a uma balada por Schiller, intitulada "As cegonhas de Íbico" ou "Os grous de Íbico" (no original em alemão, Die Kraniche des Ibykus).

## Obras relacionadas
Frederico Lourenço traduziu fragmentos de Íbico.
- LOURENÇO, Frederico; vários. Poesia grega - de Álcman a Teócrito. Lisboa: Cotovia, 2006